# Estación de Épanvilliers
La estación de Épanvilliers es una estación ferroviaria francesa de la línea París - Burdeos, situada en la comuna de Blanzay, en el departamento de Vienne, en la región de Poitou-Charentes. Por ella circulan principalmente trenes regionales que unen Châtellerault o Poitiers  con Angulema.

## Historia
Fue inaugurada por la Compagnie du chemin de fer de Paris à Orléans el 28 de julio de 1853. En 1938 las seis grandes compañías privadas que operaban la red se fusionaron en la empresa estatal SNCF. Desde 1997 la gestión de las vías corresponde a la RFF mientras que la SNCF gestiona la estación.

## Descripción
Esta estación es un sencillo apeadero que se compone de dos andenes laterales y de dos vías. El cambio de vía se realiza gracias a un paso subterráneo. Un pequeño refugio sirve a los viajeros para resguardarse.  

## Servicios ferroviarios

### Regionales
Los trenes regionales TER Poitou-Charentes enlazan Châtellerault o Poitiers con Angulema. 